# Palazzo Mengarini

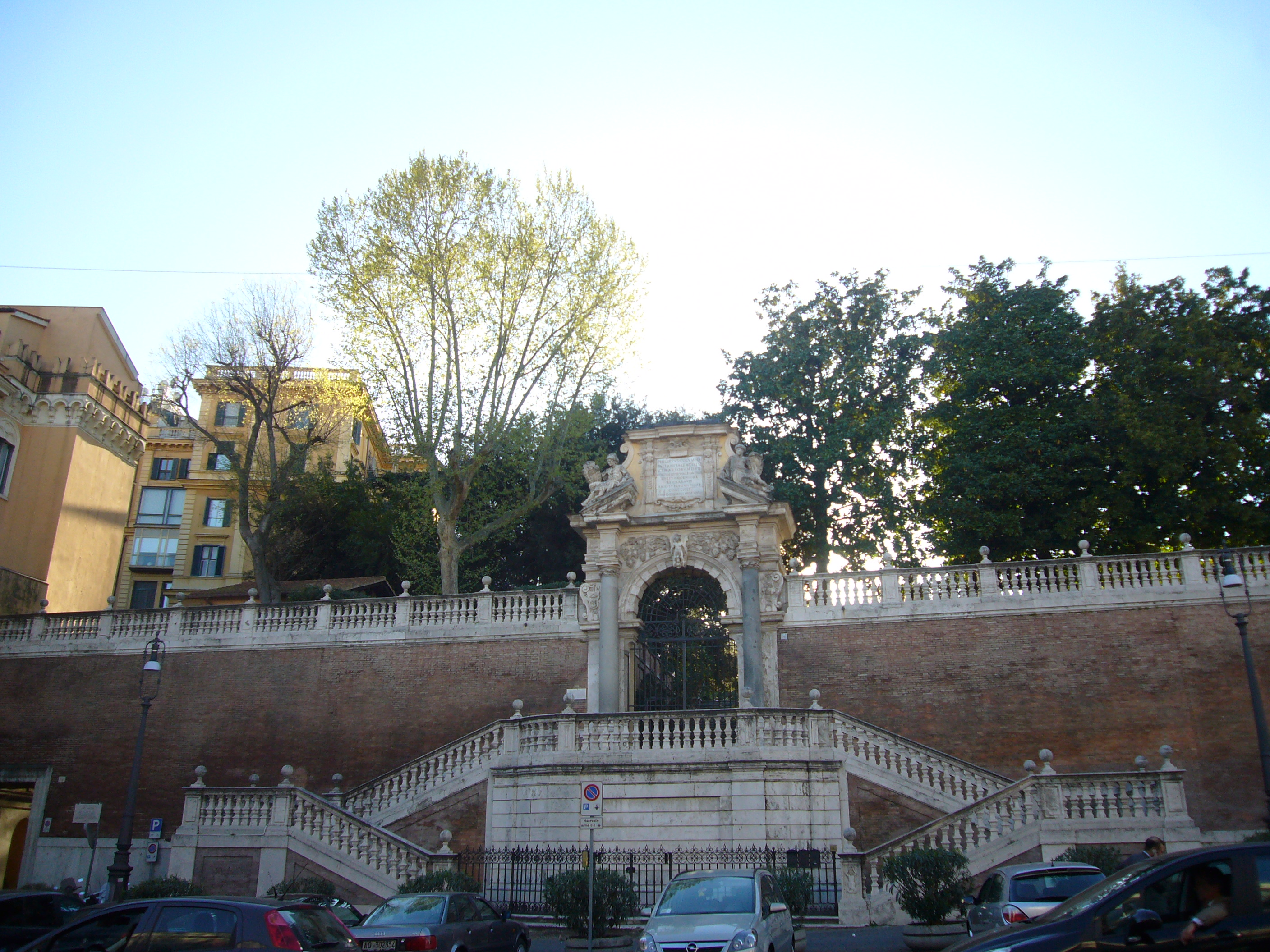
Acesso ao Palazzo Colonna na Via Ventiquattro Maggio. O edifício amarelo à esquerda é o Palazzo Mengarini.

Palazzo Mengarini Albertini Carandini é um palácio oitocentista localizado no monte Quirinal, no rione Trevi de Roma.

## História
Nos tempos antigos, o lugar onde hoje se encontra o edifício era o cume do Quirinal conhecido como monte Sanqual (ou Mucial), onde, desde o início da Idade do Ferro, havia um assentamento sabino e o culto de Semo Sancus Deus Fidius, uma divindade úmbria-sabina de origens muito antigas, protetora de pactos, juramentos e da fidelidade conjugal, era realizado no Santuário de Semo Sanco.
O palácio deve seu nome ao senador do reino Guglielmo Mengarini, que o encomendou no final do século XIX ao arquiteto Gaetano Koch. A mulher de Mengarini, a química alemã Margarete Traube, patrocinava ali um célebre e exclusivo salão literário que teve uma certa influência sobre a cultura italiana da época, recebendo personalidades como Theodor Mommsen, Emanuel Löwy, Pietro Blaserna, Adolf Furtwängler e o seu irmão Ludwig Traube. A família Carandini é uma das mais nobres do estado italiano, perdendo apenas para a Casa de Saboia em antiguidade. Entre os antepassados do professor Carandini estava o cardeal Ercole Consalvi, secretário de Estado do papa Pio VII, que encarregou Antonio Canova de retornar para a Itália as obras de arte saqueadas por Napoleão.
A partir de 1915, o palácio passou para as mãos do senador Luigi Albertini, diretor do jornal Corriere della Sera e um dos principais responsáveis pela intervenção italiana na Primeira Guerra Mundial, e depois, a partir de sua morte em 1941, de sua filha Elena, casada com o conde Nicolò Carandini.
Quando se olha para o monte Quirinal a partir do Capitólio, do Vittoriano ou do Palatino, é possível ver o Palácio Presidencial, com o famoso torrino acima, e, mais à direita, o característico Janus no alto do palácio do INAIL, obra da década de 1930 de Armando Brasini. Parcialmente encoberto por ele, atrás dos dois complexo, está um palácio estreito, mas bastante alto, de estilo oitocentista tardio. Ele está localizado em uma faixa do vizinho Palazzo Colonna, de frente para a Via Ventiquattro Maggio onde está o Palazzo Pallavicini, quase como que simbolizando a superioridade da Casa Carandini em relação à Casa de Saboia, já fora de cena depois do fim do Reino da Itália.
O local prestigioso onde se localiza e a incomparável vista de toda a cidade fizeram com que, na década de 1950, parte do edifício fosse utilizado como residência romana da família Agnelli. Segundo Gigi Moncalvo, somente um dos apartamentos do Palazzo Mangarini não era alugado, o de Gianni Agnelli, no penúltimo piso. A irmã de Gianni, Susanna ("Suni"), morava no último. Outros moradores famosos do palácio foram o falecido produtor de cinema Roberto Haggiag, sua esposa Mirella Petteni Haggiag e seus filhos, além de um membro da família Carandini, ainda hoje proprietária do palácio.